# تی‌وی‌ان (لهستان)
تی‌وی‌ان (به انگلیسی: TVN) شرکت رسانه‌های گروهی لهستانی است، که در سال ۱۹۹۷ تأسیس شد. این شرکت در عمل یک شبکه تلویزیون تجاری است، که در زمینه ارائه تلویزیون‌های کابلی، تلویزیون‌های ماهواره‌ای، تلویزیون‌های آنالوگ و تلویزیون‌های اچ‌دی فعالیت می‌کند. شبکه تلویزیونی تی‌وی‌ان اروپا، ایالات متحده آمریکا، کانادا و استرالیا را تحت پوشش قرار می‌دهد.